# Bâcleș
Bâcleș là một xã thuộc hạt Mehedinți, România. Dân số thời điểm năm 2002 là 2799 người.